# Saint-Aignan, Sarthe

Saint-Aignan este o comună în departamentul Sarthe, Franța. În 2009 avea o populație de 247 de locuitori.